# Europejska Sieć Przekazu Informacji
Europejska Sieć Przekazu Informacji IRCN (ang. Innovation Relay Network (IRCN))
Pierwsze Centra Przekazu Informacji (IRC) powstały w roku 1995, ze wsparciem Europejskiej Komisji. 
Celem głównym IRCN jest stworzenie europejskiej platformy mającej na celu ułatwienie transferu wiedzy 
i technologii pomiędzy krajami a także promocję innowacyjności.
Obecną misją IRCN jest wspieranie innowacyjności oraz międzynarodowej współpracy w dziedzinie technologii w Europie.
Usługi IRCN są ukierunkowane na wspieranie małych i średnich przedsiębiorstw, aczkolwiek są również dostępne dla większych 
przedsiębiorstw, instytucji, uniwersytetów, centrów technologicznych oraz innych agencji zajmujących się promocją innowacyjności.

W latach 2002–2007 ponad 55000 przedsiębiorstw skorzystało z usług IRCN.
Współpracuje obecnie z 220 partnerami z wielu regionów, nie tylko europejskich.

IRCN obecnie dzieli się na 14 grup tematycznych:
- kosmonautyka
- rolnictwo
- motoryzacja
- biotechnologia
- środowisko naturalne
- rybołówstwo
- grupa ICT
- żegluga
- materiały i surowce
- medycyna
- nano i microtechnologia
- energia odnawialna
- bezpieczeństwo i obrona
- tekstylia

IRCN zapewnia wsparcie dla praktycznie wszystkich grup technologicznych.

## IRCN na świecie
Dzisiaj IRCN dzieli się na 71 centrów regionalnych działających w 33 państwach:
- kraje Unii Europejskiej
- Islandia
- Norwegia
- Izrael
- Szwajcaria
- Turcja
- Chile
- oraz inne

## IRCN w Polsce
W Polsce sieć IRC działa od roku 2000.
Oferta polskiej IRC dotyczy m.in.:
- audytu technologicznego
- pomocy doradczej